# 김해내동초등학교
김해내동초등학교는 대한민국 경상남도 김해시 내동에 위치한 공립 초등학교이다.

## 학교 연혁
- 1988년 11월 10일: 설립인가
- 1990년 1월 1일 : 초대교장 조용덕 취임
- 1994년 12월 1일 : 교육부 체육활동 최우수학교 선정
- 1996년 3월 1일 : 김해교육청 지정 과학교육시범학교 발표
- 2010년 3월 1일 : 경상남도 그린스쿨(친환경학교) 지정
- 2010년 9월 1일 : 제12대 신용환 교장 부임
- 2012년 2월 17일 : 제22회 졸업(누계:4973명)